# Caloplaca floridana
Caloplaca floridana är en lavart som först beskrevs av Edward Tuckerman, och fick sitt nu gällande namn av S. C. Tucker. Caloplaca floridana ingår i släktet orangelavar och familjen Teloschistaceae.   Inga underarter finns listade i Catalogue of Life.